# Afa Ismail
Afa Ismail (Male, 1º novembre 1993) è una velocista maldiviana.
Ismail ha rappresentato il proprio paese ai Giochi olimpici di Londra 2012 e Rio de Janeiro 2016. È stata portabandiera nel corso della cerimonia di chiusura dei Giochi. Ha progressivamente migliorato il record nazionale nei 200 metri, di cui è detentrice dal 2011.

## Record nazionali
- 200 metri: 24"96 (+0,5 m/s) ( Rio de Janeiro, 14 agosto 2016)

## Palmarès
| Anno | Manifestazione                         | Sede           | Evento      | Risultato  | Prestazione | Note                                     |
| ---- | -------------------------------------- | -------------- | ----------- | ---------- | ----------- | ---------------------------------------- |
| 2011 | Asiatici                               | Kōbe           | 100 m piani | Batteria   | 12"98       |                                          |
| 2011 | Asiatici                               | Kōbe           | 200 m piani | Batteria   | 26"09       | Record nazionale                         |
| 2011 | Mondiali                               | Taegu          | 200 m piani | Batteria   | 26"48       |                                          |
| 2012 | Giochi olimpici                        | Londra         | 200 m piani | Batteria   | 12"52       | Miglior prestazione personale            |
| 2013 | Asiatici                               | Pune           | 100 m piani | Batteria   | 13"06       |                                          |
| 2013 | Asiatici                               | Pune           | 200 m piani | Batteria   | 26"51       |                                          |
| 2013 | Mondiali                               | Mosca          | 200 m piani | Batteria   | 26"16       | Miglior prestazione personale stagionale |
| 2015 | Asiatici                               | Wuhan          | 100 m piani | Batteria   | 12"96       |                                          |
| 2015 | Asiatici                               | Wuhan          | 200 m piani | Batteria   | 26"27       |                                          |
| 2015 | Giochi delle isole dell'Oceano Indiano | Saint-Paul     | 200 m piani | 8ª         | 26"08       | Record nazionale                         |
| 2016 | Giochi olimpici                        | Rio de Janeiro | 200 m piani | Batteria   | 24"96       | Record nazionale                         |
| 2017 | Asiatici                               | Bhubaneswar    | 100 m piani | Semifinale | 12"79       |                                          |
| 2017 | Asiatici                               | Bhubaneswar    | 200 m piani | Batteria   | 26"38       |                                          |